# Amphipteryx longicaudata
Amphipteryx longicaudata är en trollsländeart som beskrevs av Gonzalez 1991. Amphipteryx longicaudata ingår i släktet Amphipteryx och familjen Amphipterygidae. IUCN kategoriserar arten globalt som otillräckligt studerad. Inga underarter finns listade i Catalogue of Life.